# Спајро (Оклахома)
Спајро (енгл. Spiro) град је у америчкој савезној држави Оклахома.

## Демографија
По попису из 2010. године број становника је 2.164, што је 63 (-2,8%) становника мање него 2000. године.
| Група             | 2000.         | 2010.         |
| Белци             | 1.774 (79,7%) | 1.668 (77,1%) |
| Афроамериканци    | 116 (5,2%)    | 110 (5,1%)    |
| Азијати           | 4 (0,2%)      | 5 (0,2%)      |
| Хиспаноамериканци | 56 (2,5%)     | 64 (3,0%)     |
| Укупно            | 2.227         | 2.164         |